# 多邊投資擔保機構
多边投资担保機構（Multilateral Investment Guarantee Agency，简称MIGA）：是世界银行為促进外国资本直接向发展中国家投资而设立的機構，为世界银行集团成员，投资起点为10亿美元。
多边投资担保機構成立于1988年，总部设在美国华盛顿。
MIGA的任务是保证投资者对发展中国家的直接投资能够规避被投资国的政治风险，对被投资国提供吸纳投资的指引和建议，通过在线信息服务分享投资信息，调解投资者与被投资国政府之间的争议。多邊投資擔保機構的担保效力以世界银行集团组织成员作保障，以此保证非官方投资人避免被投资国的政治风险。